# Université de Dschang
L’université de Dschang (en anglais : University of Dschang) est une institution publique dont l’essentiel des infrastructures est localisé dans la ville de Dschang (chef lieu de la Commune), dans le Département de la Menoua, de la Région de l’Ouest Cameroun.
Elle fait partie des huit universités d’État que compte aujourd’hui le pays. Bien qu’étant concentrée à Dschang, elle est physiquement présente dans 6 des 10 régions administratives du pays (Centre, Est, Extrême-Nord, Nord-Ouest, Ouest, Sud) à travers des établissements et des antennes. Cette implantation territoriale fait de l'université de Dschang la plus nationale des universités au Cameroun. Bilingue (français/anglais), l’UDs compte environ 32 000 étudiants en 2017, encadrés par près de 471 enseignants-chercheurs et environ 711 personnels non-enseignants. L’institution s’est donnée pour mission d’offrir une formation qui répond aux besoins de développement et de rayonnement du Cameroun tant à l’intérieur qu’à l’extérieur du pays. Elle occupe depuis 2015 la tête de classements nationaux et internationaux d’universités au Cameroun et en Afrique centrale (4ICU, webometrics, etc.). Sa vision est d’être « une université d’excellence, au service du développement durable, parmi les meilleurs d’Afrique à l’horizon 2025 ».

## Historique

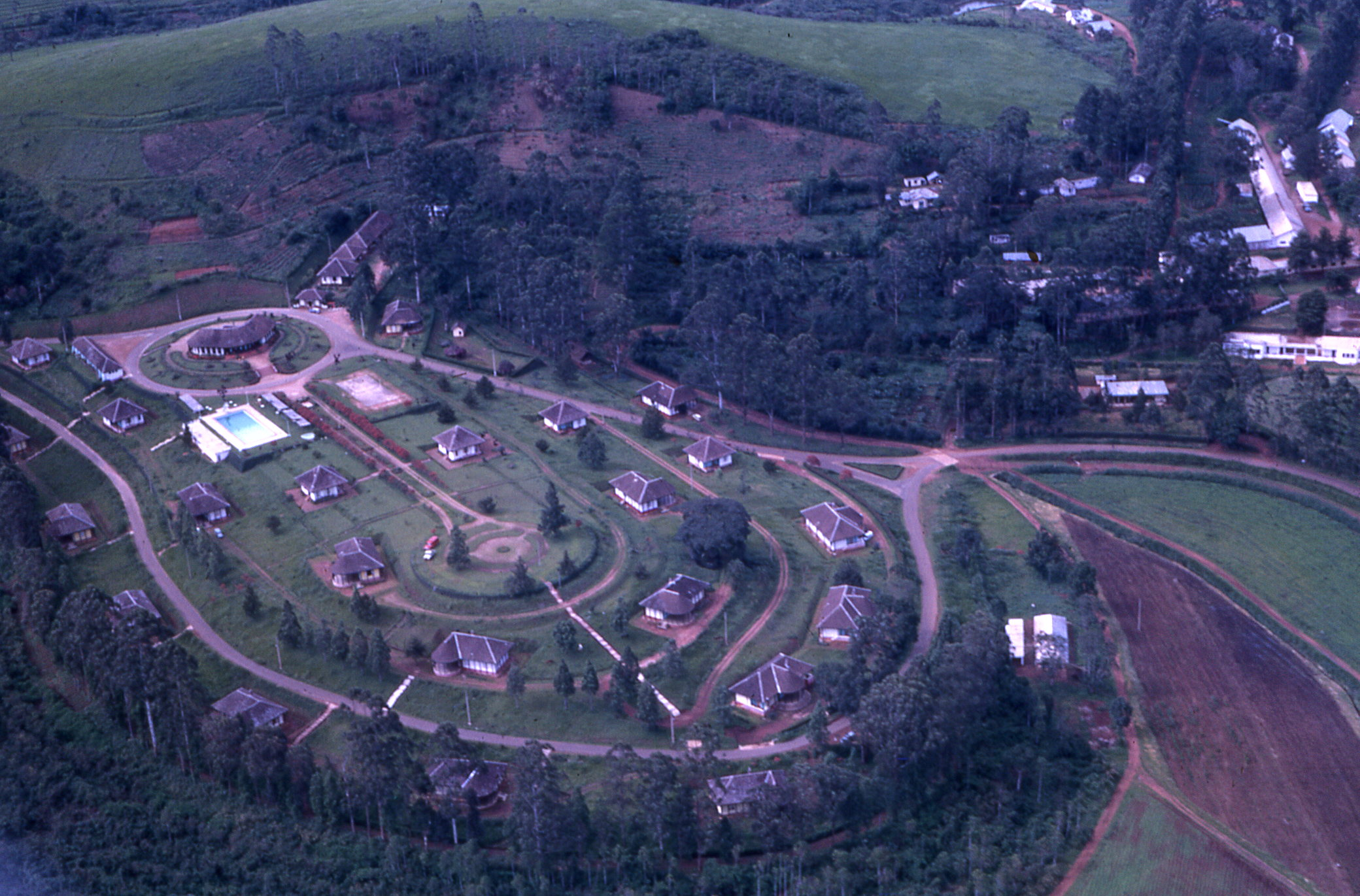
Le Centre climatique vu d'avion en 1966. La colline abrite aujourd'hui la Faculté d'agronomie et des sciences agricoles.

L'université de Dschang est née de la réforme universitaire de 1993 qui a vu l’éclatement de l’unique université de Yaoundé en six universités d’État. Elle a été créée et organisée par le décret présidentiel no 93/030 du 19 janvier 1993. A sa création, elle a hérité des infrastructures et du personnel du Centre Universitaire de Dschang (CUD) et de l’Institut Polyvalent Fotso Victor de Bandjoun. Le CUD était alors composé de l’École Nationale Supérieure Agronomique (ENSA) et de l’Institut des Techniques Agricoles (ITA).

## Organisation
L'université de Dschang comprend des services centraux, des établissements et des services spécialisés. Dans les services centraux, il y a le rectorat où l’on retrouve les services du recteur et des vice-recteurs, le secrétariat général, le service du conseiller technique, les quatre directions centrales (Affaires académiques et coopération ; Infrastructures, planification et développement ; Centre des œuvres universitaires ; Affaires administratives et financières). Les services spécialisés quant à eux comprennent, entre autres, la Bibliothèque centrale, le Centre médico-social, le Media center, etc. Les établissements, enfin, sont au nombre de huit dont six facultés (Lettres et sciences humaines, Sciences économiques et gestion, Sciences juridiques et politiques, Sciences, Agronomie et sciences agricoles, Médecine et Sciences Pharmaceutiques) et deux instituts (Institut universitaire de technologie Fotso Victor de Bandjoun, Institut des beaux-arts de Foumban). L'université de Dschang a son siège à Dschang, où l’on compte cinq des sept établissements. Les instituts se trouvent hors de Dschang, mais sont toujours localisés dans la région de l’Ouest, en l’occurrence à Bandjoun pour l’IUT et à Foumban pour l’IBAF. Au-delà de la région, l’institution a des antennes pédagogiques à Bafia, Ebolowa et Yaoundé. Bafia abrite l’annexe de la Faculté d’agronomie et des sciences agricoles ; Ebolowa la Filière des métiers du bois, de l’eau et de l’environnement ; Yaoundé le Centre régional pour l’enseignement spécialisé en agriculture, forêt et bois. A côté des antennes pédagogiques, il y a des antennes de recherche, notamment à Maroua où l’on trouve le Centre pour l’environnement et le développement, à Belabo et à Bambui.

## Liste des Facultés

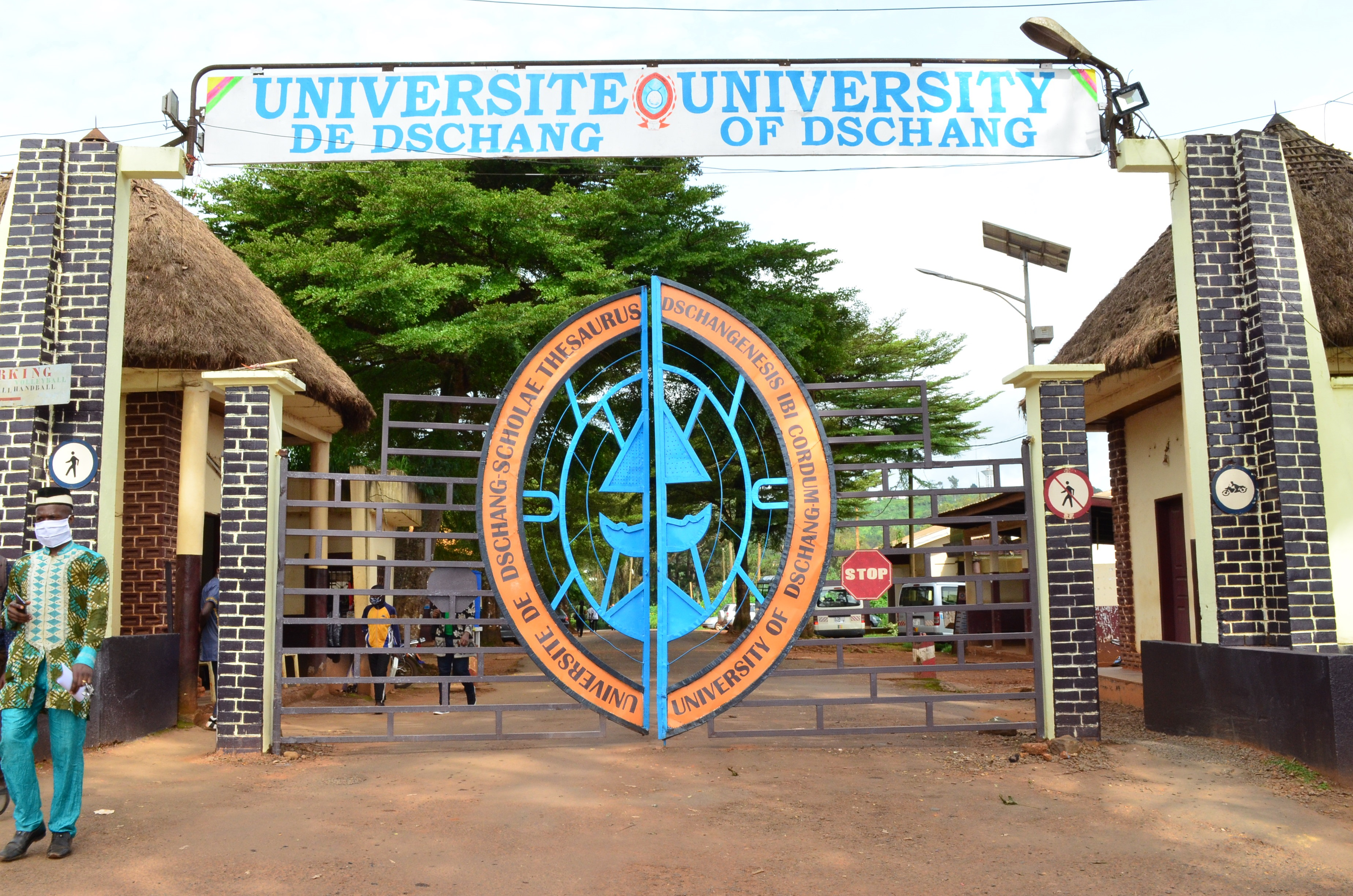
Entrée de l'université de Dschang en 2020

### Faculté des lettres et sciences humaines
Située au campus principal à Dschang, la Faculté des Lettres et Sciences Humaines (FLSH) est composée de 06 départements : Etudes Africaines, Histoire, Géographie, Langues Étrangères Appliquées, Philosophie-Psychologie-Sociologie. Le système de formation est régi par les structurations et exigences temporelles et méthodiques du LMD (Licence-Master-Doctorat). Comme exposé dans le manifeste de cet établissement, la faculté délivre trois diplômes principaux : la Licence au terme du premier cycle étalé sur six semestres, le Master sanctionnant les études du deuxième cycle répartis sur quatre semestres et le Doctorat /Ph.D qui couronne les études du troisième cycle qui s’étendent sur six semestres. Actuellement, la Faculté des lettres et sciences humaines de l'Université de Dschang est dirigée par le Professeur Émile Kenmogne.

### Faculté des sciences
La faculté propose une filière de biochimie, une filière de physique, une filière de mathématique, une filière d'informatique, une filière de biologie animale, une filière de biologie végétale et svt. Elle a à tête une doyenne du nom de professeur TEUGWA Clautilde nommé par décret présidentiel du 17 juin 2022.

### Faculté des sciences économiques et de gestion
La Faculté des sciences économiques et de gestion (FSEG) a deux Départements à savoir : le Département de Sciences de Gestion et le Département d’Analyse et Politique Économique. Fonctionnant dans la logique du système LMD, elle propose des formations aussi bien générales que professionnelles. Elle propose ainsi deux cursus de Licence. Les Licences fondamentales en Sciences de Gestion ou en Analyse et Politique Économique d’une part ; d’autre part, les Licences professionnelles en Marketing ou en Finance-Comptabilité, qui préparent à l’auto-emploi ou à des profils professionnels comme cadre supérieur dans des organisations diverses. À ce niveau, l’établissement offre des Masters recherche en Sciences de Gestion ou Sciences Économiques et des Masters professionnels en Comptabilité-Fiscalité, Banque-Assurance-Bourse, Administration des affaires et en Marketing. Le cycle doctorat (3 ans), quant à lui regroupe les deux spécialités. Il est sanctionné par une thèse en Sciences Économiques ou en Science de Gestion.

## Liste des Instituts

### Institut universitaire de technologie (Fotso Victor de Bandjoun)
Organisation générale
L’Institut universitaire de technologie FOTSO Victor de Bandjoun (IUTFV) est l’un des sept établissements de l’Université de Dschang, celle-ci faisant partie des six Universités d’états du Cameroun. Il a été construit en 1987 par le fondateur donateur Fotso Victor, qui l’a cédé à l’Etat Camerounais le 12 août 1992. La réforme universitaire de janvier 1993 lui a donné la dénomination : « Institut Universitaire de Technologie FOTSO Victor ». L’IUTFV représente environ 10 % des effectifs de l’université de Dschang soit environ 3825 (en 2017) étudiants, encadrés par une quarantaine d’enseignants permanents et une cinquantaine de personnels d’appui. L’IUTFV forme des étudiants aptes à :
- assurer la maintenance technique et efficace des divers équipements techniques ;
- assister de manière efficiente l’ingénieur de conception ;
- réaliser des projets techniques destinés à la production des biens et services conformément au cahier de charges ;
- s’adapter à des contextes de travail variés nécessitant la compréhension des problèmes techniques relevant de plusieurs secteurs ;
- proposer des solutions techniques et efficientes aux problèmes réels rencontrés ;
- poursuivre des études supérieures dans certaines écoles d’ingénieurs ;
- être recruté comme cadre moyen dans le secteur public, privé ou monter soi-même son unité de production.

L’IUTFV offre plusieurs cursus de formation dans divers cursus :
- Le Diplôme universitaire de technologie (DUT), avec les parcours :

Génie Civil (GC), Génie Électrique (GE) (Électronique et Électrotechnique), Génie Informatique (GI), Génie des Télécommunications et Réseaux (GTR), Maintenance Industrielle et Productique (MIP), Génie Thermique, Énergie et environnement (GTEE), Mécatronik Automobile (MKA).
- Le brevet de technicien supérieur (BTS), avec les parcours :

Banque et Finance (BF), Comptabilité et Gestion des Entreprises (CGE), Electrotechnique (GE-ET), Bâtiment (BAT), Travaux Publics (TP), Maintenance des Systèmes Electroniques (MSE), Assistant Manager (ASM), Marketing-Commerce-Vente (MCV).
- La licence de Technologie (LT), avec les parcours :

Bâtiment (BAT), Travaux Publics (TP), Génie Géomatique (GGEO), Informatique et Réseaux (IR), Ingénierie des Réseaux et Télécommunication (IRT), Génie Electrique (GE), Maintenance Industrielle et Productique (MIP), Gestion et Maintenance des Installations Energétiques (GMIE), Mecatronik Automobile option Service Après-Vente en Diagnostic Electronique Automobile (MKA-SAV), Mecatronik Automobile option Recyclage et Construction (MKA-R/C).
- La licence Professionnelle (LP), avec les parcours :

Banque Gestion de Relation Clientèle (BGRC), Gestion Comptable et Financière (GCF), Gestion Administrative et Management des Organisations (GAMO), Marketing Manager Opérationnel (MMO).
Etudier à l’IUTFV, c’est aussi :
- La formation continue :

Des programmes spécifiques sont organisés dans le cadre du recyclage du personnel des entreprises.
- Les nouvelles technologies éducatives et la formation ouverte a distance
  - les enseignements interactifs multimédia, disposent de laboratoires virtuels.
  - la formation en ligne et à distance est offerte depuis trois ans en licence de technologie informatique, en partenariat avec l'AUF (agence universitaire de la francophonie)
- Les « Curriculums » CISCO Networking Academy

Avec son Académie Régionale Internet CISCO, plusieurs compétences techniques et professionnelles supplémentaires permettent d’aboutir aux certifications internationales : « Cisco Certified Network Associate », « Information Technology Essentials », « Ccna Security », « CyberSecurité », « Internet of Things », « Programmation C/C++/Python », « Linux », etc.

## Recteurs successifs
| Période   | Responsable            | Qualité          |
| --------- | ---------------------- | ---------------- |
| 2015-     | Roger Tsafack Nanfosso | Recteur          |
| 2005-2015 | Anaclet Fomethe        | Recteur          |
| 2003-2005 | Jean-Louis Dongmo      | Recteur          |
| 2000-2003 | Rémy Sylvestre Bouelet | Recteur          |
| 1998-2000 | Sammy Beban Chumbow    | Recteur          |
| 1995-1998 | Maurice Tchuenté       | Recteur          |
| 1993-1995 | Samuel Eno Belinga     | Recteur          |
|           |                        |                  |
| 1990-1992 | Jean Mfoulu            | Directeur du CUD |
| 1984-1990 | René Owona             | Directeur du CUD |
| 1978-1984 | Gibering Bol Alima     | Directeur du CUD |